# آنتی سنت آندره
آنتی سنت آندره (به ایتالیایی: Antey-Saint-André) یک کومونه در ایتالیا است که در واله دائوستا واقع شده‌است.

## خصوصیات
آنتی سنت آندره ۱۱ کیلومترمربع مساحت و ۶۰۶ نفر جمعیت دارد و ۱٬۰۷۴ متر بالاتر از سطح دریا واقع شده‌است.

## خواهرخوانده
شهرهای Sant'Andrea Apostolo dello Ionio، Mornac-sur-Seudre و Les Mathes خواهرخوانده‌های آنتی سنت آندره هستند.